# Rodrigo de Triano
Rodrigo de Triano (1989-2014) est un cheval de course pur-sang anglais, participant aux courses de plat.  

## Carrière de courses
Rodrigo de Triano voit le jour dans le Kentucky Né aux États-Unis, avant d'être envoyé en Angleterre chez le nouvel entraîneur de l'écurie Robert Sangster, le tout jeune Peter Chapple-Hyam, 27 ans, qui succède à Vincent O'Brien. Le poulain fait des débuts victorieux en juillet 1991 et demeure invaincu tout au long de sa saison de 2 ans, grimpant vite les échelons qui le mènent de deux victoires au niveau Listed à un premier groupe, les Champagne Stakes (Gr.2), remporté de manière impressionnant, et puis à la consécration au niveau groupe 1 dans les Middle Park Stakes devant le Français Lion Cavern. Un tel parcours aurait pu, voire dû, lui assurer le titre de meilleur 2 ans européen. Mais, pas de chance, Rodrigo de Triano est né la même année qu'un dénommé Arazi, qui a tout raflé en France, semble fait d'un autre bois que les autres et a reçu le trophée sans discussion.  
À 3 ans, Rodrigo de Triano effectue sa rentrée en avril dans les Greenham Stakes, une préparatoire aux 2000 Guinées. L'ombre d'Arazi sur le printemps classique s'est quelque peu dissipé, puisque le prodige a des ambitions américaines et laissera les autres européens s'expliquer entre eux. Rodrigo de Triano peut prétendre à être le meilleur d'entre eux, mais sa performance dans les Greenham Stakes refroidit les ardeurs : il y est bien battu, quatrième de Lion Cavern, lequel est venu en Angleterre pour préparer la Poule d'Essai des Poulains en France. Toutefois, le partenaire de Lester Piggott se remet d'aplomb le jour j et remporte les 2000 Guinées facilement, son deuxième groupe 1. Une victoire bonifiée deux semaines plus tard lorsqu'il réalise le doublé dans les 2000 Guinées irlandaises, confirmant son statut de meilleur 3 ans sur le mile. Reste que l'on ne sait pas encore si Rodrigo de Triano est, à l'image de son père, un miler capable d'aborder la distance classique des 2 400 mètres. Pour le savoir, il est aligné au départ du Derby d'Epsom et la réponse est non : le poulain est inexistant. Rapatrié sur le mile, il déçoit pourtant dans les St. James's Palace Stakes à Ascot, terminant quatrième, mais à sa décharge il a été beaucoup sollicité avec quatre groupe 1 à disputer en un mois et demi. De retour au mois d'août, il renoue avec le succès sur les 2 080 mètres des International Stakes, où il bat notamment le Derby-winner St Jovite, puis il achève sa remarquable européenne saison par un succès dans les Champion Stakes, son cinquième groupe 1. Le titre de cheval de l'année en Europe lui échappe, au profit de la championne User Friendly, qui a réussi à remporter le St. Leger face aux mâles et s'est classée deuxième du Prix de l'Arc de Triomphe de Subotica. Il se console avec un titre de meilleur 3 ans bien mérité.  
Peu après sa victoire dans les Champion Stakes, Rodrigo de Triano est vendu à la Japan Racing Association pour 6,2 millions de dollars en vue de sa carrière d'étalon. Avant de rejoindre le Japon, ses nouveaux propriétaires tentent de faire monter sa cote d'étalon en l'envoyant disputer la Breeders' Cup Classic sur le dirt de Gulfstream Park. C'est un changement de monde rebutant pour le poulain, qui ne peut s'y illustrer et se retire ainsi de la compétition.   

### Résumé de carrière
| Date         | Hippodrome      | Pays        | Course                                  | Statut      | Distance    | Jockey      | Place       | Écart       | Vainqueur ou deuxième |
| 1991, 2 ans  | 1991, 2 ans     | 1991, 2 ans | 1991, 2 ans                             | 1991, 2 ans | 1991, 2 ans | 1991, 2 ans | 1991, 2 ans | 1991, 2 ans | 1991, 2 ans           |
| ------------ | --------------- | ----------- | --------------------------------------- | ----------- | ----------- | ----------- | ----------- | ----------- | --------------------- |
| 4 juillet    | Haydock Park    | Royaume-Uni | EBF Franklin D. Roosevelt Maiden Stakes | Class F     | 1 200 m     | P. Eddery   | 1er / 9     | 1/2         | Strong Suit           |
| 20 juillet   | Newbury         | Royaume-Uni | Rose Bowl Stakes                        | Listed      | 1 200 m     | P. Eddery   | 1er / 8     | tête        | River Falls           |
| 16 août      | Newbury         | Royaume-Uni | Washington Singer Stakes                | Listed      | 1 400 m     | P. Eddery   | 1er / 5     | 1 ½         | Anchorite             |
| 13 septembre | Doncaster       | Royaume-Uni | Champagne Stakes                        | Gr. 2       | 1 400 m     | W. Carson   | 1er / 5     | 3 ½         | River Falls           |
| 3 octobre    | Newmarket       | Royaume-Uni | Middle Park Stakes                      | Gr. 1       | 1 200 m     | W. Carson   | 1er / 6     | 1           | Lion Cavern           |
| 1978, 3 ans  |                 |             |                                         |             |             |             |             |             |                       |
| 11 avril     | Newbury         | Royaume-Uni | Greenham Stakes                         | Gr. 3       | 1 400 m     | W. Carson   | 4e / 8      | 2 ¾         | Lion Cavern           |
| 2 mai        | Newmarket       | Royaume-Uni | 2000 Guineas                            | Gr. 1       | 1 600 m     | L. Piggott  | 1er / 5     | 1 ½         | Lucky Lindy           |
| 16 mai       | Curragh         | Irlande     | Irish 2000 Guineas                      | Gr. 1       | 1 600 m     | L. Piggott  | 1er / 4     | 1           | Ezzoud                |
| 3 juin       | Epsom           | Royaume-Uni | Derby                                   | Gr. 1       | 2 400 m     | L. Piggott  | 9e / 18     | 14          | Dr. Devious           |
| 16 juin      | Ascot           | Royaume-Uni | St. James's Palace Stakes               | Gr. 1       | 1 600 m     | L. Piggott  | 4e / 8      | 1 ¾         | Brief Truce           |
| 18 août      | York            | Royaume-Uni | International Stakes                    | Gr. 1       | 2 080 m     | L. Piggott  | 1er / 12    | 1           | All At Sea            |
| 17 octobre   | Newmarket       | Royaume-Uni | Champion Stakes                         | Gr. 1       | 2 000 m     | L. Piggott  | 1er / 10    | enc.        | Lahib                 |
| 31 octobre   | Gulfstream Park | États-Unis  | Breeders' Cup Classic                   | Gr. 1       | 2 000 m     | W. Swinburn | 0 / 14      |             | A.P. Indy             |

## Au haras
Installé au Japon au tarif de 1,7 million de yens la saillie, faisant la navette avec la Nouvelle-Zélande à partir de 1997 (à NZ$ 15 000), Rodrigo de Triano n'a pas réussi une grande carrière d'étalon, mais a donné quelques chevaux de groupe 1 dans ces deux pays, dont un vainqueur à ce niveau, la pouliche Erimo Excel, lauréate du Yushun Himba, les Oaks japonaises. Il meurt d'une pneumonie en 2014, à 25 ans.

## Origines
Rodrigo de Triano est sans doute le meilleur fils du champion et très bon étalon El Gran Señor, l'un des fers de lance de l'écurie Sangster, numéro 1 à 2 et 3 ans d'une génération exceptionnelle. Sa famille maternelle est assez ordinaire. La mère, Hot Princess (par Hot Spark, bon sprinter mais étalon médiocre), avait de la qualité : lauréate au niveau Listed, elle compte aussi un accessit dans un groupe 3 irlandais, les Ballyogan Stakes. Elle a donné un autre bon cheval avec Modigliani (Danzig), vainqueur des Tetrarch Stakes (Gr.3). 

### Pedigree
| Origines de Rodrigo de Triano (USA), mâle, 1989 | Origines de Rodrigo de Triano (USA), mâle, 1989 | Origines de Rodrigo de Triano (USA), mâle, 1989 | Origines de Rodrigo de Triano (USA), mâle, 1989 |
| ----------------------------------------------- | ----------------------------------------------- | ----------------------------------------------- | ----------------------------------------------- |
| Père El Gran Señor 1981                         | Northern Dancer 1961                            | Nearctic                                        | Nearco                                          |
| Père El Gran Señor 1981                         | Northern Dancer 1961                            | Nearctic                                        | Lady Angela                                     |
| Père El Gran Señor 1981                         | Northern Dancer 1961                            | Natalma                                         | Native Dancer                                   |
| Père El Gran Señor 1981                         | Northern Dancer 1961                            | Natalma                                         | Almahmoud                                       |
| Père El Gran Señor 1981                         | Sex Appeal 1970                                 | Buckpasser                                      | Tom Fool                                        |
| Père El Gran Señor 1981                         | Sex Appeal 1970                                 | Buckpasser                                      | Busanda                                         |
| Père El Gran Señor 1981                         | Sex Appeal 1970                                 | Best in Show                                    | Traffic Judge                                   |
| Père El Gran Señor 1981                         | Sex Appeal 1970                                 | Best in Show                                    | Stolen Hour                                     |
| Mère Hot Princess 1980                          | Hot Spark 1972                                  | Habitat                                         | Sir Gaylord                                     |
| Mère Hot Princess 1980                          | Hot Spark 1972                                  | Habitat                                         | Little Hut                                      |
| Mère Hot Princess 1980                          | Hot Spark 1972                                  | Garvey Girl                                     | Princely Gift                                   |
| Mère Hot Princess 1980                          | Hot Spark 1972                                  | Garvey Girl                                     | Tekka                                           |
| Mère Hot Princess 1980                          | Aspara 1972                                     | Crimson Satan                                   | Spy Song                                        |
| Mère Hot Princess 1980                          | Aspara 1972                                     | Crimson Satan                                   | Papila                                          |
| Mère Hot Princess 1980                          | Aspara 1972                                     | Courtside                                       | Court Martial                                   |
| Mère Hot Princess 1980                          | Aspara 1972                                     | Courtside                                       | Omelet Souffle (famille 20-a)                   |